# Rock 'n' Roll Telephone
Rock 'n' Roll Telephone è il ventitreesimo album in studio del gruppo rock scozzese Nazareth, pubblicato nel 2014.

## Tracce
1. Boom Bang Bang
2. One Set of Bones
3. Back 2B4
4. Winter Sunlight
5. Rock 'n' Roll Telephone
6. Punch a Hole in the Sky
7. Long Long Time
8. The Right Time
9. Not Today
10. Speakeasy
11. God of the Mountain

Tracce bonus
1. Just a Ride
2. Wanna Feel Good?
3. Big Boy (live)
4. Kentucky Fried Blues (live)
5. Sunshine (live)
6. Expect No Mercy (live)
7. God Save the South (live)

## Formazione
- Dan McCafferty - voce
- Jimmy Murrison - chitarre
- Pete Agnew - basso, cori
- Lee Agnew - batteria